# Onze-Lieve-Vrouw-Hemelvaartkerk (Warrem)
De Onze-Lieve-Vrouw-Hemelvaartkerk (Frans: Église Notre-Dame de l'Assomption) is de parochiekerk van de gemeente Warrem in het Franse Noorderdepartement.

## Geschiedenis
Vermoedelijk is het eerste kerkgebouw al ouder, mogelijk zelfs van de 10e eeuw, maar de oude kerk werd verwoest door de calvinisten in 1566 en 1567. In 1587 waren het koor en de zijkapellen herbouwd, en 1630 waren de drie beuken gereed gekomen. De torenspits werd in 1694, na een aardbeving, weer hersteld. Tijdens de 19e eeuw vonden diverse herstelwerkzaamheden plaats en van 1895-1897 werden glas-in-loodramen geplaatst.

## Gebouw
Het betreft een driebeukige laatgotische bakstenen hallenkerk met vieringtoren, welke het oudste deel van de huidige kerk vormt. Deze toren rust op steunpilaren die de zinnebeelden van de vier evangelisten tonen.

## Interieur
Het doksaal en de orgelkast zijn 18e-eeuws en stammen uit het dominicanenklooster van Sint-Winoksbergen dat in 1791 werd opgeheven. De preekstoel van 1742 is in rococostijl. De kruiswegstaties zijn 18e-eeuws, waarbij de Graflegging in het noordelijk zijaltaar de 14e statie is. De biechtstoel, van 1698, is in barokstijl. Ook de lambrisering is 18e-eeuws. Het Sint-Elooisaltaar is van 1762. Het hoofdaltaar heeft medaillons die de 15 geheimen van de Rozenkrans verbeelden.